# Пропада (некропол)
Древният некропол в местността Пропада е разположен в едноименната местност на 2.5 km северозападно от гр.Малко Търново (Област Бургас) и отстои на 7 km от херона в местността Мишкова нива. Комплексът се състои от 48 надгробни тракийски могили, в които са открити плоски цистови гробове и 6 каменни гробници, датирани в периода ІV – І век пр. Хр.

## Описание и особености
Комплексът се простира в разстояние на около 1 km. Могилите са разположени от двете страни на стар тракийски път, ясно очертаващ се по билото на един от ниските хребети на Странджа планина. Някои от могилите са обрасли с вековни дървета. Различими са около 70 на брой могили, някои от които са били обект на иманярска инвазия. Некрополът завършва в западния край с куполна гробница – ограбена още в древността. През 1979 г. проф. Александър Фол проучва археологически гробницата.
Шатровата куполна гробница в комплекса има уникална за цяла Тракия конструкция. Въз основа на архитектурните белези тя е датирана ІV век пр. Хр. Куполите са сглобени на принципа на мегалитен градеж, а не са зидани. Шест трапецовидни плочи са опрени с долните ръбове върху цилиндричната зидана основа, а със страничните си ръбове се опират една на друга. Не се наблюдава наличие на ключов камък.
Отвън плочите са плоски и куполът има вид на шестостенна пирамида. Отвътре обаче всяка трапецовидна плоча е одялана като част от конична повърхнина, което свидетелства за много добри познания по стереометрия. При съединяването на всичките 6 плочи във вътрешността на паметника се наблюдава пълен пресечен конус.
При една от гробниците в некропола (датирана от ІІ–ІІІ век сл. Хр.) се наблюдава наличието на дромос, като подът и стените му и прилежащата гробна камера и покрива са издълбани в наличната на терена материкова скала, който похват е нехарактерен за епохата и се наблюдава близо хилядолетие по-рано при мегалитните градежи.

## Археологическо проучване
През 1979 г. е предприето археологическо проучване на некропола чрез разкопки. Разкопани са силно разрушените останки на мраморна гробница с кръгло куполно помещение и правоъгълен входен коридор. Обстоятелството, че каменните блокове от разрушената част на гробницата са намерени съборени в основите или разпръснати в подножието на могилата, позволяват да бъде изяснена цялостната конструкция на паметника и той да бъде частично реставриран.
Диаметърът на куполната гробна камера в основата е 2,04 m. При този градеж, както и при гробницата в м. Мишкова нива са използвани големи добре обработени блокове от местен бял мрамор. Хоризонталното свързване е осъществено от залети с разтопено олово железни скоби. Подът на камерата е покрит с големи плочи в неправилна форма и плътно прилепващи една до друга. От самата основа нагоре стените са наведени навътре, така че камерата постепенно се стеснява, за да завърши с кошеровиден свод на височина около 2 m. Горната част на купола е оформена от тесни триъгълни блокове, подредени плътно един до друг с върха нагоре. Гробната камера е била достъпна през широк 0,50 m и висок 0,90 m вход, обърнат на югозапад. По материалите, открити при разчистване на подовото ниво (фрагментирани керамични и стъклени съдове, глинени лампички, мъниста, бронзови монети и др.). Гробницата е датирана от III в. сл. Хр.
През август 2004 г. са проведени археологически разкопки под ръководството на българската археоложка Даниела Агре, като през сезона са проучени 5 могили и в тях са открити общо 7 цистови гроба и една гробница. Агре констатира, че всички цистови гробове са изградени от ломени гранитни или мраморни плочи без обработка и са покрити с подредени един до друг ломени плочести камъни, също без обработка. Те са ориентирани изток-запад, с известни отклонения. Погребенията са извършени чрез трупополагане. Повечето от гробовете са служили като семейни гробници и костите на по-рано починалия са събирани на купчинка. Телата са поставяни в дървени ковчези, от които са оцелели само гвоздеите.